# 2007–2008-as négysánc-verseny
A 2007–2008-as négysánc-verseny, a 2007–2008-as síugró-világkupa részeként került megrendezésre, melyet hagyományosan Oberstdorfban, Garmisch-Partenkirchenben (Németország), valamint Innsbruckban és Bischofshofenben (Ausztria) tartottak 2007. december 30. és 2008. január 6. között.
A torna győztese a finn Janne Ahonen lett, megelőzve az osztrák Thomas Morgensternt és a német Michael Neumayert.

## Eredmények

### Oberstdorf
Schattenbergschanze HS 137

2007. december 30.
| Helyezés | Név                   | Nemzetiség | 1. ugrás (m) | 2. ugrás (m) | Pontok | Összetett pontok | Világkupa összetett pontok |
| -------- | --------------------- | ---------- | ------------ | ------------ | ------ | ---------------- | -------------------------- |
| 1        | Thomas Morgenstern    | Ausztria   | 136.5        | 141.5        | 295.9  | 295.9            | 760 (1)                    |
| 2        | Gregor Schlierenzauer | Ausztria   | 136.0        | 130.5        | 280.7  | 280.7            | 509 (2)                    |
| 3        | Janne Ahonen          | Finnország | 130.5        | 137.0        | 279.0  | 279.0            | 335 (4)                    |
| 4        | Tom Hilde             | Norvégia   | 133.0        | 132.5        | 277.9  | 277.9            | 330 (5)                    |
| 5        | Simon Ammann          | Svájc      | 129.0        | 131.5        | 269.9  | 269.9            | 218 (9)                    |

### Garmisch-Partenkirchen
Große Olympiaschanze HS 142

2008. január 1.
| Helyezés | Név                   | Nemzetiség    | 1. ugrás (m) | 2. ugrás (m) | Pontok | Összetett pontok | Világkupa összetett pontok |
| -------- | --------------------- | ------------- | ------------ | ------------ | ------ | ---------------- | -------------------------- |
| 1        | Gregor Schlierenzauer | Ausztria      | 132.0        | 141.0        | 274.4  | 555.1 (1)        | 609 (2)                    |
| 2        | Janne Ahonen          | Finnország    | 139.0        | 135.0        | 272.7  | 551.7 (3)        | 415 (3)                    |
| 3        | Michael Neumayer      | Németország   | 131.5        | 135.5        | 258.6  | 518.1 (5)        | 240 (10)                   |
| 4        | Roman Koudelka        | Csehország    | 132.0        | 132.0        | 256.7  | 504.2 (9)        | 220 (13)                   |
| 5        | Adam Małysz           | Lengyelország | 133.0        | 131.5        | 256.6  | 503.5 (10)       | 243 (9)                    |

### Bischofshofen (Innsbruck helyett)
Paul-Ausserleitner-Schanze HS 142

2008. január 5.
| Helyezés | Név                   | Nemzetiség  | 1. ugrás (m) | 2. ugrás (m) | Pontok | Összetett pontok | Világkupa összetett pontok |
| -------- | --------------------- | ----------- | ------------ | ------------ | ------ | ---------------- | -------------------------- |
| 1        | Janne Ahonen          | Finnország  | 139.5        | 138.0        | 282.5  | 834.2 (1)        | 515 (3)                    |
| 2        | Thomas Morgenstern    | Ausztria    | 138.0        | 132.5        | 271.4  | 823.3 (2)        | 880 (1)                    |
| 3        | Simon Ammann          | Svájc       | 126.5        | 139.0        | 259.4  | 776.7 (5)        | 307 (7)                    |
| 4        | Dmitrij Vassziljev    | Oroszország | 133.0        | 131.5        | 257.1  | 745.6 (10)       | 132 (16)                   |
| 5        | Gregor Schlierenzauer | Ausztria    | 132.5        | 132.0        | 256.6  | 811.7 (3)        | 654 (2)                    |

### Bischofshofen
Paul-Ausserleitner-Schanze HS 142

2008. január 6.
| Helyezés | Név                | Nemzetiség  | 1. ugrás (m) | 2. ugrás (m) | Pontok | Összetett pontok | Világkupa összetett pontok |
| -------- | ------------------ | ----------- | ------------ | ------------ | ------ | ---------------- | -------------------------- |
| 1        | Janne Ahonen       | Finnország  | 126.0        | 136.0        | 251.6  | 1085.8 (1)       | 615 (3)                    |
| 2        | Anders Bardal      | Norvégia    | 132.5        | 124.5        | 243.6  | 958.7 (7)        | 245 (13)                   |
| 3        | Thomas Morgenstern | Ausztria    | 121.0        | 135.5        | 242.7  | 1066.0 (2)       | 940 (1)                    |
| 4        | Martin Schmitt     | Németország | 121.5        | 132.5        | 235.7  | 955.9 (8)        | 115 (20)                   |
| 5        | Denisz Kornyilov   | Oroszország | 120.0        | 132.0        | 232.6  | 685.0 (24)       | 140 (18)                   |

## Végeredmény
Összetett végeredmény
| Helyezés | Név                   | Nemzetiség    | Pontok | Oberstdorf | Garmisch- Partenkirchen | Innsbruck  | Bischofshofen |
| -------- | --------------------- | ------------- | ------ | ---------- | ----------------------- | ---------- | ------------- |
| 1        | Janne Ahonen          | Finnország    | 1085.8 | 279.0 (3)  | 272.7 (2)               | 282.5 (1)  | 251.6 (1)     |
| 2        | Thomas Morgenstern    | Ausztria      | 1066.0 | 295.9 (1)  | 256.0 (9)               | 271.4 (2)  | 242.7 (3)     |
| 3        | Michael Neumayer      | Németország   | 994.6  | 259.5 (7)  | 258.6 (3)               | 249.9 (7)  | 226.9 (10)    |
| 4        | Adam Małysz           | Lengyelország | 979.9  | 246.9 (17) | 258.6 (5)               | 244.3 (9)  | 232.1 (6)     |
| 5        | Dmitrij Vassziljev    | Oroszország   | 977.5  | 248.3 (13) | 240.2 (13)              | 257.1 (4)  | 231.9 (7)     |
| 6        | Andreas Küttel        | Svájc         | 959.3  | 253.0 (10) | 253.2 (7)               | 244.3 (9)  | 208.8 (25)    |
| 7        | Anders Bardal         | Norvégia      | 958.7  | 243.4 (18) | 245.1 (11)              | 226.6 (19) | 243.6 (2)     |
| 8        | Martin Schmitt        | Németország   | 955.9  | 252.6 (11) | 227.5 (19)              | 240.1 (11) | 235.7 (4)     |
| 9        | Anders Jacobsen       | Norvégia      | 943.2  | 258.3 (8)  | 233.4 (16)              | 220.3 (23) | 231.2 (8)     |
| 10       | Janne Happonen        | Finnország    | 936.6  | 252.5 (12) | 228.5 (18)              | 232.1 (14) | 223.5 (12)    |
| 11       | Roman Koudelka        | Csehország    | 932.4  | 247.5 (16) | 256.7 (4)               | 202.4 (30) | 225.8 (11)    |
| 12       | Gregor Schlierenzauer | Ausztria      | 902.3  | 280.7 (2)  | 274.4 (1)               | 256.6 (5)  | 90.6 (42)     |
| 13       | Matti Hautamäki       | Finnország    | 899.6  | 241.2 (19) | 233.1 (17)              | 209.6 (29) | 215.7 (19)    |
| 14       | Tom Hilde             | Norvégia      | 878.3  | 277.9 (4)  | 251.7 (8)               | 253.5 (6)  | 95.2 (34)     |
| 15       | Simon Ammann          | Svájc         | 871.5  | 269.9 (5)  | 247.4 (9)               | 259.4 (3)  | 94.8 (35)     |